# 宮口幸治
宮口 幸治（みやぐち こうじ）は、日本の児童精神科医・医学博士。立命館大学総合心理学部・大学院人間科学研究科教授。

## 概要
神戸市出身。京都大学工学部を卒業し建設コンサルタント会社に勤務後、神戸大学医学部に再入学し、卒業。卒業後は、神戸大学医学部附属病院精神神経科、大阪府立精神医療センターで働き、児童精神科医として精神科病院や法務省宮川医療少年院、女子少年院に勤務した。2016年より立命館大学産業社会学部教授に就任。また、困っている子どもたちの支援を行う「日本COG-TR学会」を主宰している。2020年には、『くらげバンチ』にて『ケーキの切れない非行少年たち』を原作とした漫画連載が始まる。
子どものこころ専門医、日本精神神経学会精神科専門医、医学博士、臨床心理士。

## 著書
- 『ケーキの切れない非行少年たち』新潮社　2019年7月　ISBN　9784106108204
  - NHK BS1でドラマ化（2023年6月20日）[6]
- 『どうしても頑張れない人たち―ケーキの切れない非行少年たち〈2〉』新潮社　2021年4月　ISBN　9784106109034
- 『医者が考案したコグトレ・パズル―注意力・記憶力・想像力がぐんぐんアップ！』SBクリエイティブ　2020年8月　ISBN　9784815607197
- 『自分でできるコグトレうまく問題を解決するためのワークブック―学校では教えてくれない　困っている子どもを支える認知ソーシャルトレーニング』明石書店　2022年07月　ISBN　9784750354187
- 『生きづらい子を諦めない―マンガでわかる境界知能とグレーゾーンの子どもたち〈3〉』扶桑社　2022年3月　ISBN　9784594090142

### 共著
- 『逆境に克つ力 親ガチャを乗り越える哲学』神島裕子共著、小学館新書 2023年4月 ISBN 978-4-09-825446-0